# Xã Cloyd Valley, Quận Edmunds, South Dakota
Xã Cloyd Valley (tiếng Anh: Cloyd Valley Township) là một xã thuộc quận Edmunds, tiểu bang Nam Dakota, Hoa Kỳ. Năm 2010, dân số của xã này là 11 người.